# John Parker (Radsportler)
John Parker (* 29. März 1958 in Burscough (Lancashire); † 10. August 2018 ebenda) war ein britischer Radrennfahrer und nationaler Meister im Radsport.

## Sportliche Laufbahn
Parker war im Straßenradsport aktiv. Mit 16 Jahren begann er in Merseyside mit dem Radsport. 1977 gewann er die nationale Meisterschaft im Bergzeitfahren vor Gareth Armitage. 1978 wurde er Dritter der Meisterschaft. 1978 ging er für einige Zeit nach Frankreich und trat dem Verein Athletic Club de Boulogne-Billancourt bei. Dort war er im Eintagesrennen Grand Prix de Vaumas erfolgreich. 
1978 startete er im Straßenrennen der UCI-Straßen-Weltmeisterschaften. Im Milk Race belegte er den 18. Rang. 1979 siegte er in der Trophee Peugeot in Frankreich. 1980 wurde er Vierter in der Tour of Ireland. Parker gewann einige Etappen kürzerer Rundfahrten und Eintagesrennen in Großbritannien.

## Berufliches
Nach seiner Karriere als Radrennfahrer arbeitete er für Falcon- und Townsend-Bikes und betrieb später ein Fahrradgeschäft in Burscough.